# Nathan Field
Nathan Field (1587 — 1620) foi um dramaturgo e ator inglês do teatro isabelino; seu pai foi o evangelizador puritano John Field e seu irmão Theophilus Field tornou-se bispo de Llandaff.

## Obra
- A Woman is a Weathercock - segue dois casais de amantes enquanto tentam, de maneira convencional, burlar os planos paternos de um matrimônio de conveniência e se casar por amor.
- The Honest Man's Fortune (con Fletcher e Philip Massinger).
- Amends for Ladies apresenta uma tripla trama: uma prova de amor derivada de O curioso impertinente de Miguel de Cervantes; uma história de un caçador de viúvas; e um paralelo cômico de cortejar a uma donzela.